# 小山飛行場

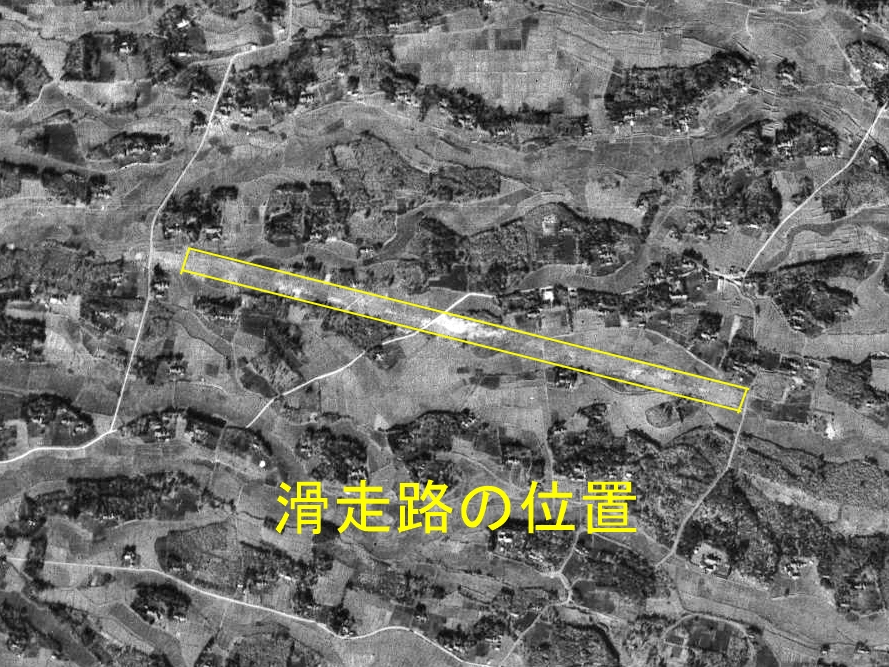
小山飛行場跡地（1947年）
（岩手県胆沢郡小山村：現・奥州市）

小山飛行場（おやまひこうじょう）は、太平洋戦争中に岩手県に建設された日本陸軍の秘匿飛行場。正式名称は陸軍水澤飛行場とされた。

## 概要
太平洋戦争の激化により、陸軍は操縦者の確保に追われた。さらに近い将来予想される本土空襲に備えて、飛行場の地方への分散も急務となった。そのため、操縦者の育成や敵爆撃機を迎撃する目的で岩手県内では既にある後藤野飛行場（現・北上市）のほかに第二、第三の飛行場の建設が必要となり、その候補地として胆沢郡金ケ崎町と小山村（のち胆沢村→胆沢町、現・奥州市）の2ヶ所に絞られ、最終的に小山村に決定した。当初は小山村方八丁に計画されたが、住民が反対したため、方八丁の北の上柴山と前昼沢に建設が決まった。
工事は1944年（昭和19年）春ごろから始まり、小山村上柴山と前昼沢に、長さ1800m、幅30mの滑走路と偽装設備が設置された。建設には陸軍工兵隊のほか県内各地から中学生などが動員され、さらには師範学校や医学専門学校などの学生も動員された。工事途中の1945年（昭和20年）6月6日に一番機が着陸。20日に滑走路が完成した。24日には軍に引き渡され、28日に竣工式が行われ、陸軍連絡機が1機着陸した。敵から滑走路を秘匿するため、滑走路上には移動式の家屋や鉢植えなどが置かれた。7月末には滑走路のほか、通信機器も飛行場に置かれた。8月9、10日に小山飛行場は空襲を受け、周辺の民家や小学校も銃撃を受けた。このまま終戦を迎え、飛行場は完成しても飛ばす飛行機が無い状態だった。
戦後は、遊覧飛行で小山飛行場から飛行機が飛び立った記録があり、飛行場を軍事目的以外の利用にと考えられたが、採算性の問題から、飛行場は閉鎖され、土地は元の地権者に返還され、農地となった。飛行場跡地の一部は一時期、養鶏場や社宅となった。